# Mayday V
Mayday V (5) ist ein 2006 veröffentlichtes Bild des deutschen Fotografen Andreas Gursky. Der 324 × 217,9 cm messende Dye-Transfer-Abzug zeigt die Glasfassade der Dortmunder Westfalenhalle 1 während der jährlich stattfindenden Techno-Party Mayday. Die Fotomontage ist Teil einer Reihe von Aufnahmen, zeigt aber als Einzige die Halle von außen. Ausstellungsort ist das Stedelijk Museum in Amsterdam.

## Inhalt und Konzeption

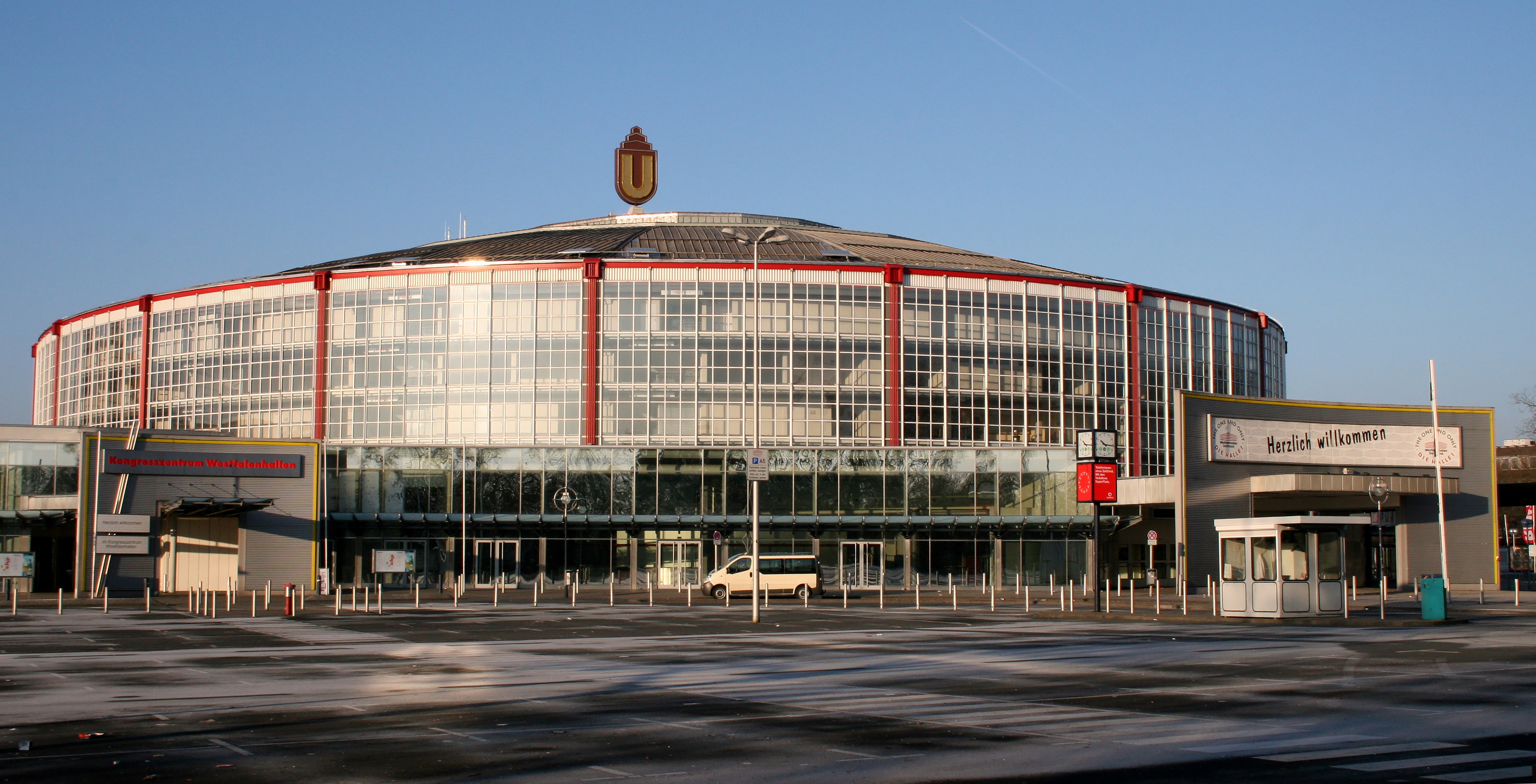
Die Westfalenhalle 1

Die Fotografien entstanden mithilfe eines Krans innerhalb von fünf Stunden und wurden später mittels Computer zusammengefügt. So hat die echte Westfalenhalle lediglich vier Stockwerke, während sie auf dem Bild als 18-stöckiger Turm erscheint, quasi als bildliche Umsetzung des musikalischen Samplings. Nach Gursky sei das Bild zwar nicht im engen Sinne wahr, aber dafür wahrhaftig und in einem Gespräch mit dem Zeit-Redakteur Christoph Amend:

„Die Musik ist genauso reduziert wie meine Bilder. Techno-Partys dehnen den Moment auf eine ganze Nacht. Mit meinen Bildern arbeite ich auch gegen den Moment, ich dehne die Zeit.“

Nach Ansicht Gurskys habe die heutige digitale Technik den Unterschied zwischen Fotografie und klassischer Malerei längst aufgehoben, denn mithilfe der Technik könne sich die Fotografie vom einfachen Abbilden emanzipieren und eine eigene neue Wirklichkeit schaffen. Das übergroße Format und die gleichzeitige hohe Auflösung bewirken einen Widerspruch, der auch von altmeisterlichen Gemälden bekannt ist (Beispiel: Turmbau zu Babel). Bei Gesamtansicht verschwimmen die zahlreichen Details, während bei einem engeren Blickwinkel der Gesamtkontext verloren geht.
Gursky verewigte sich zusammen mit dem DJ WestBam und dem Schriftsteller Rainald Goetz auf dem Bild.

## Rezeption
Der Kritiker Jerry Saltz des Magazins New York empfand das Bild als ärgerlich und „über-clever“ und spekulierte darüber, ob Gursky die Ideen ausgingen.
Maximilian Lenz (WestBam) schreibt in der Webausgabe der B.Z.:

„Als ich den Blick hob, zur Westfalenhallenglasfront, fiel mir auf, dass die Westfalenhalle nur dreistöckig ist, viel schmaler als bei Gursky, und fast schon enttäuschend popelig. Und erst da verstand ich, wie viele Stockwerke Gursky dazuerfunden hatte, wie viel Realität er komprimiert, komponiert und aufgetürmt hatte, nur damit alles so ist, wie es uns in unseren Träumen und Vorstellungen erscheint.“

## Verwendung und Ausstellungsort
Das Bild erschien als Key Visual auf dem Plakat und den Eintrittskarten für Mayday 2006 und als CD-Cover.
Der 324 × 217,9 cm messende Abzug war zusammen mit anderen Werken Gurskys in der New Yorker Matthew Marks Gallery ausgestellt. Im November 2009 erwarb das Stedelijk Museum in Amsterdam das Werk.